# In Case You Didn't Know
In Case You Didn't Know —en español: En caso de que no sepas— es el segundo álbum de estudio del cantante y compositor Olly Murs, publicado el 28 de noviembre de 2011 bajo los sellos discográficos Epic Records y Syco. El disco recibió reseñas disparejas por parte de los críticos. De acuerdo con el sitio Metacritic, acumuló 60 puntos de 100 sobre la base de los comentarios que obtuvo. Comercialmente, alcanzó la primera posición del UK Albums Chart, lo que lo convierte en el primer álbum de Murs que lo logra. Además, recibió tres discos de platino por la venta de casi un millón de copias. Durante el 2011 y 2012, pudo mantenerse como uno de los discos más vendidos del año.
Para su promoción, se lanzaron tres sencillos: «Heart Skips a Beat», «Dance With Me Tonight» y «Oh My Goodness». Los dos primeros alcanzaron la primera posición en el Reino Unido, mientras que el último la décima segunda. Concretamente, «Heart Skips a Beat» logró un gran éxito en los países de habla alemana, entre los que se destacan Alemania y Suiza, donde vendió medio millón de copias solo en esos dos territorios. Además, la canción recibió una nominación a los premios Brit en la categoría de mejor sencillo, pero no ganó. Por otro lado, Murs realizó una pequeña gira alrededor del Reino Unido.

## Antecedentes y lanzamiento
Luego de algunos rumores, Murs confirmó que se encontraba trabajando en su segundo álbum de estudio. Dijo que tendría un sonido diferente al de su primer disco homónimo. Además reveló que «Heart Skips a Beat» sería el primer sencillo, y que si bien era veraniega, el resto del álbum era muy diferente. En otra entrevista, aseguró que contaría con versos de rap cantados por él, ya que le gustaba la música urbana en secreto. Dado que quería experimentar, incluyó al dúo Rizzle Kicks ya que según él, «se veían prometedores en la industria». Hablando con Digital Spy, expresó que quería retomar su estilo de The X Factor, donde cantaba temas soul y funky. Aunque, añadió que no quiere ser considerado el «típico concursante de The X Factor», sino como un verdadero artista, que crea e innova. Recalcó que a pesar de estar probando cosas urbanas, ese no es su estilo.
El disco fue lanzado entre el 25 y el 28 de noviembre de 2011 en Europa. In Case You Didn't Know estaba programado para lanzarse en septiembre de 2012 en los Estados Unidos y Canadá como el debut de Murs. Sin embargo, su lanzamiento fue cancelado y se decidió lanzar una versión especial del tercer álbum de Murs, Right Place Right Time, con algunas canciones de In Case You Didn't Know como «Heart Skips a Beat» y «Dance With Me Tonight».

## Recepción

### Comentarios de la crítica
De acuerdo con el sitio Metacritic, el álbum recibió reseñas positivas y negativas por parte de los críticos musicales. En total, acumuló 60 puntos de 100 sobre la base de los comentarios que recibió. El escritor Hermione Hoby de The Guardian le otorgó dos estrellas de cinco y dijo que el disco se caracteriza por ser cursi, soso y molesto. Al Fox de BBC comentó que «In Case You Didn't Know no es una sorpresa, pero sin duda cumple [con los estándares]. Y, admirablemente, no trata de ser algo que no es, mejor dicho, se deleita en su accesibilidad y encanto pop libre. Es difícil cuestionar una aptitud tan optimista». Andy Gill de The Independent le dio una estrella de cinco y crítico todo el contenido del álbum. Desde las «letras ofensivas» hasta la vaga mezcla de sonidos. Solo recomendó a los lectores «Oh My Goodness». Por su parte, Matthew Chisling de Allmusic le otorgó cuatro estrellas de cinco y afirmó que tras salir de The X Factor, Murs no perdió el tiempo tratando de ser la siguiente revelación masculina del Reino Unido, y que en cambio, creó un álbum mucho más «brillante». Continuó diciendo que gracias a la ayuda de grandes compositores, se convirtió en «la respuesta británica» de Doo-Wops & Hooligans de Bruno Mars. Como único defecto, señaló que es lamentable que todas las canciones tuvieran una buena producción pero en la mayoría de los casos una letra algo vaga.

### Recibimiento comercial
Mundialmente, In Case You Didn't Know solo tuvo éxito comercial en Europa, donde recibió la certificación de platino por parte de la IFPI luego de vender un millón de copias en el continente. En el Reino Unido, debutó en la primera posición del UK Albums Chart y se convirtió en el primer álbum de Murs que lo logra. Para finales de año, resultó ser el décimo segundo disco más vendido del año, y en el 2012 el vigésimo. En julio de 2013, recibió tres discos de platino por parte de la BPI gracias a la venta de 900 000 copias. En Irlanda debutó en diciembre de 2011, pero no fue sino hasta enero de 2012 que logró la segunda posición, su más alta allí. Además, recibió dos discos de platino y se convirtió en el vigésimo álbum más vendido del 2011.
Gracias al éxito de «Heart Skips a Beat», In Case You Didn't Know ingresó a las listas de países de habla alemana Alemania, Austria y Suiza, en las posiciones dieciocho, sesenta y ocho y diecinueve, respectivamente. En Suecia debutó en la décima posición, pero a la semana siguiente salió del conteo y no reingresó. En la región flamenca de Bélgica alcanzó el puesto número 146 de su lista semanal de 200.

## Promoción
La promoción del álbum comenzó con el lanzamiento del primer sencillo, «Heart Skips a Beat», el 19 de agosto de 2011. Rápidamente, la canción se convirtió en un éxito en algunas partes de Europa. En Alemania, el Reino Unido, Suiza y las radios de Polonia, logró la primera posición, mientras que en otros países como Austria e Irlanda ingresó a los diez primeros. Además, recibió numerables discos de oro y platino en algunos de estos territorios, que en sumatoria, resultan en más de un millón de copias certificadas. Por otra parte, la canción contó con tres vídeos musicales diferentes para su distribución alrededor del mundo. Adicionalmente, Murs la interpretó en vivo en los premios Echo, el programa Good Morning America y los premios Brit. En este último evento, la canción recibió una nominación en la categoría de mejor sencillo británico, pero perdió ante «What Makes You Beautiful» de One Direction.
El siguiente sencillo, «Dance With Me Tonight», anotó otro número uno para Murs en el Reino Unido. En Irlanda se convirtió la canción mejor posicionada del cantante luego de haber logrado el segundo puesto, lo mismo sucedió en las radios de Hungría hasta el lanzamiento de «Troublemaker». El cantante la presentó en vivo en el programa The X Factor y también en MTV Live Sessions. El último sencillo «Oh My Goodness», solo logró la décima tercera posición del UK Singles Chart. El 1 de febrero de 2012, realizó una pequeña gira que recorrió varias partes del Reino Unido.

## Lista de canciones
- Edición estándar

| In Case You Didn't Know |                                         |                                                                                |          |  |
| N.º                     | Título                                  | Escritor(es)                                                                   | Duración |  |
| 1.                      | «Heart Skips a Beat» (con Rizzle Kicks) | Alex Smith, Samuel Preston, Jim Eliot, Jordan Stephens y Harley Alexander-Sule | 3:23     |  |
| 2.                      | «Oh My Goodness»                        | Olly Murs, Adam Argyle y Martin Brammer                                        | 3:04     |  |
| 3.                      | «Dance With Me Tonight»                 | Olly Murs, Claude Kelly y Steve Robson                                         | 3:23     |  |
| 4.                      | «I've Tried Everything»                 | Olly Murs, Adam Argyle y Martin Brammer                                        | 3:23     |  |
| 5.                      | «This Song is About You»                | Olly Murs, Claude Kelly y Steve Robson                                         | 3:46     |  |
| 6.                      | «In Case You Didn't Know»               | Olly Murs, Claude Kelly y Steve Robson                                         | 3:25     |  |
| 7.                      | «Tell the World»                        | Olly Murs, Andrew Frampton, Patrick Jordan-Patrikios y Bayku                   | 3:47     |  |
| 8.                      | «I'm OK»                                | Olly Murs, Wayne Hector y Alex Smith                                           | 3:45     |  |
| 9.                      | «Just Smile»                            | Olly Murs, Karen Poole y Matt Prime                                            | 3:45     |  |
| 10.                     | «On My Cloud»                           | Olly Murs, Sam Preston y Mark Taylor                                           | 2:23     |  |
| 11.                     | «I Don't Love You Too»                  | Olly Murs, Wayne Hector y Steve Robson                                         | 4:06     |  |
| 12.                     | «Anywhere Else»                         | Olly Murs, Wayne Hector y Alex Smith                                           | 3:26     |  |
| 13.                     | «I Need You Now»                        | Olly Murs, Adam Argyle y Martin Brammer                                        | 3:28     |  |
| 45:05                   |                                         |                                                                                |          |  |

- Edición de lujo

| In Case You Didn't Know (edición de lujo) |                                                     |              |          |  |
| N.º                                       | Título                                              | Escritor(es) | Duración |  |
| 14.                                       | «Heart Skips a Beat» (versión acústica en vídeo)    |              | 3:09     |  |
| 15.                                       | «Dance With Me Tonight» (versión acústica en vídeo) |              | 3:05     |  |
| 51:19                                     |                                                     |              |          |  |

## Posicionamiento en listas

### Semanales
| Alemania          | German Albums Chart   | 18  |
| Austria           | Austrian Albums Chart | 68  |
| Bélgica (Flandes) | Ultratop 200 Albums   | 146 |
| Escocia           | Scottish Albums Chart | 2   |
| Irlanda           | Irish Albums Chart    | 2   |
| Reino Unido       | UK Albums Chart       | 1   |
| Suecia            | Swedish Albums Chart  | 10  |
| Suiza             | Swiss Albums Chart    | 19  |

### Sucesión en listas
| Predecesor: Talk That Talk de Rihanna | UK Albums Chart — Álbum número uno 10 de diciembre de 2011 — 17 de diciembre de 2011 | Sucesor: Lioness: Hidden Treasures de Amy Winehouse |

### Certificaciones
| Territorio  | Organismo certificador | Certificación | Ventas certificadas | Simbolización | Ref.   |
| ----------- | ---------------------- | ------------- | ------------------- | ------------- | ------ |
| Irlanda     | IRMA                   | 2× Platino    | 30 000              | 2▲            | [ 23 ] |
| Reino Unido | BPI                    | 3× Platino    | 900 000             | 3▲            | [ 4 ]  |
| Europa      | IFPI                   | Platino       | 1 000               | ▲             | [ 20 ] |

### Anuales
| País        | Lista              | Posición |      |      |      |      |      |
| 2011        | 2011               | 2011     | 2011 | 2011 | 2011 | 2011 | 2011 |
| ----------- | ------------------ | -------- | ---- | ---- | ---- | ---- | ---- |
| Irlanda     | Irish Albums Chart | 20       |      |      |      |      |      |
| Reino Unido | UK Albums Chart    | 12       |      |      |      |      |      |
| 2012        |                    |          |      |      |      |      |      |
| Reino Unido | UK Albums Chart    | 20       |      |      |      |      |      |